# Station Egersund
Station Egersund is een spoorwegstation in het dorp Egersund in de gemeente Eigersund in het zuiden van Noorwegen. Het station, aan Sørlandsbanen, werd geopend in 1944. Vanaf Egersund gaan naast de treinen van Sørlandsbanen tevens stoptreinen over Jærbanen richting Stavanger. 